# غسان جواد
غسان محمد جواد، كاتب وسياسي لبناني مواليد عيتا الشعب جنوب لبنان. وهو رئيس المجموعة اللبنانية للإعلام والدراسات السياسية وصاحب ورئيس تحرير جريدة«بيروت برس» الالكترونية.

## صدر له في الشعر
1. «وانا ظلّك» دار الكاتب العربي 97
2. «تمرين على الاختفاء» دار مختارات 2004
3. «ضوء بين حياتين» دار النهضة العربية 2008
4. «الحب لا يسكن الحب» دار النهضة العربية 2010
5. «ملاك الوحشة» دار النهضة العربية 2011

ترجمت قصائده إلى عدد من اللغات الأجنبية ومنها الفرنسية والإنكليزية والإسبانية

## الإعلام
عمل في إذاعة صوت الشعب مقدما للبرامج الثقافية والسياسية:
1. «كافيه تروتوار» ثقافي 99
2. «نحن واميركا» 2001 برنامج تناول اميركاوالعرب ما بعد الحادي عشر من أيلول

عمل في شبكة قنوات «أوربت» عام 2002 مراسلا وباحثا ومقدما للبرامج السياسية:
1. «ملفات الشاشة» عبر قناة الصفوة 2008_ 2010
2. «عيون بيروت» الملف السياسي 2005_ 2011

- دخل العمل الصحفي عام 96 كاتبا في القسم الثقافي لجريدة الكفاح العربي
- عمل في ملحق جريدة النهار الأدبي كاتبا ادبيا وسياسيا بين العام 98 والعام 2001
- عمل كاتبا سياسيا في جريدة اللواء عبر زاوية يومية «نقطة بعد السطر» على الصفحة الأخيرة: 2007_ 2012
- كاتب سياسي في جريدة «الجمهورية» 2013
- نشرت له مئات المقالات والأبحاث السياسية في معظم الصحف العربية واللبنانية.